# Prix Elfriede-Grünberg
Pour les articles homonymes, voir Grünberg.
Le prix Elfriede-Grünberg est décerné depuis 2000 à l'initiative de l'association Welsienne contre le fascisme à des personnes impliquées dans la lutte contre le nazisme. Le prix est dénommé d‘après l‘Autrichienne Elfriede Grünberg, une victime de la Shoah

## Histoire
Elfriede Grünberg, née le 1er avril 1929 à Wels, Autriche et morte le 15 juin 1942 dans le camp d‘extermination de Maly Trostenets, est une jeune victime du national-socialisme. Elle est la plus jeune des cinq enfants de Max et Ernestine Grünberg, des Roumains immigrés en Autriche en 1920. La famille, de religion juive, fait partie de la communauté israélite de Linz. Comme il n‘y a pas de synagogue à Wels, les Juifs religieux de Wels devaient choisir entre la communauté de Linz ou celle de Steyr.
En 1936 la famille déménage à Pernau, où elle s‘abrite des nazis chez des amis. Deux ans plus tard le père d‘Elfriede déménage à Vienne, d'où ensuite il émigre à Shanghai.
Par la suite Elfriede et sa famille sont transférées à Vienne, où les nazis regroupent les juifs de toute l'Autriche, avant de les déporter dans des camps de concentration.
Le 9 juin 1942 Elfriede Grünberg et sa mère sont déportées de Vienne au camp d‘extermination de Maly Trostenets. Le 15 juin Elfriede Grünberg est probablement tuée dans un Gaswagen.

## Lauréats
- 2000 Johann Kalliauer, Rudolf Anschober, Wilhelm Achleitner, Raimund Buttinger
- 2001 Reinhard Kannonier, Rudolf Kropf, Michael John, Erwin Peterseil
- 2002 Waltraud Neuhauser, Karl Ramsmaier, Josef Adlmannseder, Günter Kalliauer
- 2003 Herta Eva Schreiber, Rudolf Haunschmid, Albert Langanke, Wolfgang Quatember
- 2004 Ursula Hüttmayr, Erich Gumplmaier, Andreas Gruber, Wolfgang Neugebauer
- 2005 Ludwig Laher, Irmgard Schmidleithner, Gunther Trübswasser, Mümtaz Karakurt
- 2006 Leopold Engleitner, Bernhard Rammerstorfer, Irmgard Aschbauer, Georg Oberhaidinger
- 2007 Gülcan Gigl, Martin Kranzl-Greinecker, Gerhard Skiba, Norbert Leitner
- 2008 Brigitte Geibinger, Gertraud Jahn, Anita Eyth, Norbert Trawöger
- 2009 Thomas Böhler, Leo Furtlehner, Walter Hofstätter, Marie-José Simonet
- 2010 Martha Gammer, Astrid Hackl, Ernst Huber, Rudolf Lehner
- 2011 Peter Lechner, Andreas Maislinger, Gitta Martl, Uwe Sailer
- 2012 Maria Hauft, Christian Schörkhuber, Karin Wagner, Peter Weidner
- 2013 Anna Hackl, Sonja Ablinger, Maria Buchmayr, Mary Kreutzer
- 2014 Mario Born, Hermann Hochreiter, Jürgen Pachner, Markus Rachbauer